# Safar Iranpak
Safar Iranpak (Masjed Soleyman, Irán; 23 de diciembre de 1946 – Estocolmo, Suecia; 30 de enero de 2009) fue un futbolista de Irán que jugaba en la posición de delantero.

## Carrera

### Club
| Periodo   | Club            |
| --------- | --------------- |
| 1961–1970 | Shahin Ahvaz FC |
| 1970–1980 | Persepolis FC   |

### Selección nacional
Jugó para Irán de 1971 a 1975 con la que anotó tres goles en 19 partidos, ganó la Copa Asiática 1972 y clasificó a los Juegos Olímpicos de Múnich 1972.

## Tras el retiro
Tras retirarse del fútbol en 1980 se mudó a Estocolmo, Suecia, donde murió el 30 de enero de 2009 de cáncer de pulmón. Su cuerpo fue enviado a Ahwaz para ser enterrado en el cementerio de Behesht-Abad.

## Logros

### Club
- Iran Pro League (3): 1971–72, 1973–74, 1975–76
- Copa Espandi (1): 1979

### Selección nacional
- AFC Asian Cup (1): 1972